# (6309) Elsschot
(6309) Elsschot est un astéroïde de la ceinture principale.

## Description
(6309) Elsschot est un astéroïde de la ceinture principale. Il fut découvert le 2 mars 1990 à La Silla par Eric Walter Elst. Il présente une orbite caractérisée par un demi-grand axe de 3,01 UA, une excentricité de 0,05 et une inclinaison de 10,1° par rapport à l'écliptique.

## Compléments